# Darrent Williams
Darrent Williams (Fort Worth, Texas, 27 de setembro de 1982 — Denver, Colorado, 1 de janeiro de 2007) foi um jogador de futebol, afro-americano, dos Denver Broncos da Liga Nacional de Futebol dos E.U.A.
Foi assassinado a tiros, aos 24 anos, na manhã de segunda-feira,  1 de Janeiro de 2007, depois de uma discussão numa casa noturna, onde festejava a passagem do ano, ocorrido em 31 de dezembro de 2006.